# Alparslan: Büyük Selçuklu
Alparslan: Büyük Selçuklu ist eine türkische Fernsehserie. Die Erstausstrahlung der Serie erfolgte am 8. November 2021 auf dem türkischen Fernsehsender TRT 1. Es ist die Fortsetzung von Uyanış: Büyük Selçuklu.

## Inhalt
Der seldschukische Sultan Tuğrul Bey erhält die Nachricht, dass die Byzantiner an dem Tag, an dem er seinen Nachfolger ernennen wollte, Turkmenen getötet haben. Daraufhin befiehlt er eine Expedition nach Anatolien. Einige mysteriöse Attentäter greifen den Sultan an.  Die Spuren des Angriffs führen Alparslan an einen unerwarteten Ort. Während Alparslan die Attentäter jagt, rettet er einem turkmenischen Mädchen namens Akça, das vor der byzantinischen Verfolgung flieht, das Leben. Nach einiger Zeit verlieben sich Alparslan und Akça.
Der byzantinische Kaiser schickt General Dukas und Romanos nach Ani, um die Seldschuken zu vernichten. Durch einen Fehler des Sohnes von Katakalon Kekaumenos eröffnet Tughrul Beg den Krieg.

## Veröffentlichung
Regie führte Sedat İnci. Der Produzent war Emre Konuk und die Drehbücher schrieben Serdar Özönalan und Emre Konuk. Die Musik der Serie komponierte Batuhan Fırat. Die erste Staffel wurde am 8. November 2021 auf TRT 1 ausgestrahlt. Die zweite Staffel läuft seit September 2022. In den Hauptrollen spielen Barış Arduç, Kayra Zabcı, Barış Bağcı, Erdinç Gülener, Serhat Tutumluer und Mehmet Özgür.

## Besetzung
| Schauspieler     | Rolle            |
| ---------------- | ---------------- |
| Barış Arduç      | Alparslan        |
| Kayra Zabcı      | Seferiye Sultan  |
| Mehmet Özgür     | Hace Nizamülmülk |
| Barış Bağcı      | Tuğrul Bey       |
| Erdinç Gülener   | Çağrı Bey        |
| Serhat Tutumluer | Tekfur Grigor    |
| Bora Cengiz      | Alexander        |